# Вероника Марс
„Вероника Марс“ (на английски: Veronica Mars) е американски сериал по идея на Роб Томас, започнал през 2004 г. Сериалът е училищна криминална драма. Главната героиня (в ролята Кристен Бел) е нещо като училищния детектив и помага на баща си, бивш шериф и настоящ частен детектив, да разрешават заплетени случаи.
Първото излъчване на сериала е от 22 септември 2004 г. до 22 май 2007 г. На 14 март 2014 г. излиза пълнометражен филм със същото заглавие. На 19 юли 2019 г. в Hulu е пуснат четвърти сезон от осем епизода.

## Сюжет
Внимание:  Текстът по-долу разкрива сюжета на произведението (или части от него)!
Централна фигура в сериала е Вероника Марс, гимназистка, а по-късно и студентка. Баща ѝ, Кийт Марс, е частен детектив. Тя помага на баща си в разследването на случаите, които той е поел, и успоредно провежда разследвания относно свои въпроси или по молба на съученици.
Животът на Вероника не винаги е бил такъв. Година по-рано тя живее щастливо с майка си и баща си, шериф на градчето Нептун. Нейната най-добра приятелка е Лили Кейн, провокативно и оригинално момиче, дъщеря на богато и уважавано семейство. Вероника излиза с брата на Лили, Дънкан Кейн.
След убийството на Лили всичко се променя. Кийт Марс е изгонен от полицията, а майката на Вероника е алкохоличка и напуска семейството. Богатите приятели на Лили и Дънкан се обръщат срещу Вероника и тя се превръща в аутсайдер.

## Първи сезон
Вероника Марс се натъква на нови доказателства във връзка с убийството на най-добрата и приятелка, Лили Кейн. Разследването е приключило, но тези доказателства поставят под въпрос твърденията на някои от първоначално заподозрените и същевременно доказват, че Ейбъл Кунц, осъден на смърт по самопризнания, не е истинският убиец. Вероника Марс е решена да разбере истината за смъртта на Лили. Докато се опитва да разбере какво се е случило с Лили, тя търси и други отговори – къде е майка ѝ и защо ги е напуснала с баща ѝ, и защо бившето и гадже Дънкан Кейн я е напуснал. Тя разбира, че семейство Кейн са платили на Ейбъл Кунц за да каже, че е убил Лили, защото те имат съмнението че Дънкан е убиецът. Докато работи в училищния вестник, тя е назначена да помогне за изкарването на снимките от бала на випуска, който е завършила майка ѝ. Тогава тя разбира, че майка и е имала връзка с Джейк Кейн(бащата на Лили и Дънкан), и има вероятност тя да е негова дъщеря. Дава си отговор на третия въпрос – защо Дънкан я е изоставил. По врема на сезона майката на Логан Еколс се самоубива и вероника му помага да преживее този факт по малко странен начин. Той е убеден, че тя е жива и се крие от тях. Докато двамата се опитват да я намерят, те се влюбват и започват връзка, която продължва до края на сезона. По-късно във филма Вероника намира майка си и я връща вкъщи, но вижда че баща и е по-щастлив с новата си приятелка и отпраща майка си. В последния епизод Вероника влиза в стаята на Лили и там намира касети на които е записано как Лили и Арън Еколс правят секс. След като вижда касетите, Вероника разбира че бащата на Логан е убиецът. Тя се опитва да му избяга, но той се качва в нейната кола. Катастрофират на магистралата и там стигат до къща, където Арън се опитва да подпали Вероника, за да не разкаже какво е видяла на касетите. Там я намира баща и, който я измъква от сандъка, в който Арън я е затворил, но обгорява целия (разбира се оживява).

## Втори сезон
В първия епизод на II сезон се разказва за това, което е станало през лятото – Логан е несправадливо обвинен за убийството на Феликс, Вероника се е събрала с Дънкан и се е отказала да разследва случай. Естествено тя се изкушава и няма как продължава с това си занимание. И така, сюжетът на втори сезон е изграден върху 4 основни стълба – катастрофа с училищния автобус, убийството на Феликс, любовните отношения и бебето на Мег. За гореспоменатата катастрофа – бедните деца от училищния вестник са потопени в океана заради експлозия. Загиват всички без едно момиче – Мег. Това момиче е гадже на Дънкан през по-голямата част от 1 сезон. Тъй като живота на Логан коренно се е променил, т.е баща му е в затвора за убийството на бившата му приятелка, майка му е мъртва, а момичето в което е влюбен, е предпочело друг, той се отдава на единствено сексуална връзка с мащехата на Дик и Бобъра. В разследването на убийството на Феликс се съюзяват двама заклети врагове-Логан и Гъгрицата (водачът на мотористите в Нептун). В крайна сметка те разбират, че всъщност друг моторист е убил феликс по заповед на семейство Фицпатрик – нарко дилърите в градчето. Обвинението има за свидетел уважаван пластичен хирург, който обаче също си има вземане-даване с Фицпатрик. Логан започва да излиза с дъщерята на доктора-Хана, като се надява с това да манипулира свидетеля и да така да го накара да оттегли обвинението си. Така и става. През това време Вероника разбира, че Мег е бременна от Дънкан и бебето се е родило, а Мег е излзла от кома. Тя обаче умира, защото съсирек кръв се измъква от мозъка ѝ и ѝ запушва сърцето. Вероника помага на Дънкан да избяга в Австралия заедно с бебето си. Разследването на катастрофата минава през много етапи – от такъв, в който Вероника обвинява себе си за катастрофата, до такъв, че за нея е обвинен Терънс Кук (звездата на беизболния отбот „Акулите“). Вероника обвинява себе си за загиналите в автобуса, защото мисли, че катастрофата е предизвикана от Арън Еколс за да я убие след инцидента в края на първи сезон. В крайна сметка се оказва, че Уди Гудман (кмет на града и бивш треньор на детски отбор на „Акулите“) е насилил 3 момчета (2 от децата загиват по време на катастрофата, а трерото е Касиди Казабланкас (или Бобъра)). Касиди не желаел да разкаже на полицията за случилото се през детството им, а другите две момчета искали да го сторят. Затова Касиди организира катастрофата. Става ясно и че именно той е изнасилил Вероника на купон в началото на първи сезон. Накрая той се самоубива, скачайки от покрива на хотел Нептун Гранд. За завършек в последните сериии на сезона дават откъси от съдебния процес срещу Арън Еколс. Той е оправдан по всички обвинения, но справедливостта възтържествува- г-н Екоус е убит в хотелската си стая от шефа на охраната в „Кейн Софтуер“ (фирмата на сем. Кейн) по поръчка на Дънкан. В края на сезона Вероника напуска последния си изпит за да отиде на произнасянето на присъдата на убиеца на Лили, като така се сбогува с мечтата си за Станфорд. А и за да има нещо хубаво накрая – Вероника и Логан се събират в края на сезона.

## Трети сезон
В трети сезон Вероника и Логан са първокурсници. Има и два нови персонажа – Стош „Пиз“ Пизнарски (съквартирант на Уолъс) и Паркър Лий(съквартирантката на Мак). Вероника разследва неразкрит случай от втори сезон- изнасилена е студентка от общежитието в университета. Изнасилванията не са съвсем обикновени – момичетата са упоени, а на сутринта се събуждат с избръснати глави. Вероника смята, че в престъпленията са забъркани братствата Пи Сигма и Тета Бета. По времето на сезона Логан и Вероника се опитват да намерят себе си във връзката си – ту късат, ту се събират – но разбира се и заради проблеми най-вече свързани с изнасилвача. Докато трае голямото разследване (на изнасилванията), Вероника помага на момиче да намери изчезналия си приятел, на съквартиранта на Уолъс, защото са му откраднали вещите при нанасянето, на Мърсър Хейс, приятел на Логан, с неговото незаконно казино. През лятото те отиват заедно в Тихуана и Мърсър подпалва хотел. Той е обвинен за изнасилванията, но Вероника го оправдава по молба на Логан. Тъй като тя се меси в случая, изнасилвачът я нарочва, но Логън я спасява. Мистерията с изнасилванията е разкрита за рекордно кратко време – нещо необичайно за сериала. Втората голяма мистерия е убийството на декан Дийн О`Дел. За неговото убийство Вероника и баща ѝ подозират както жена му, така и преподавателят ѝ по криминология от колежа Хърст(тя и преподавателят са любовници). В крайна сметка обаче става ясно, че убиецът е помощникът на преподавателя. Тази мистерия се разследва и от Кийт Марс, който става шериф, заради убийството на досегашния-Дон Ламб. В края на сезона се провеждат избори за нов шериф, при които Кийт е предизвикан да се бори срещу дългогодишния си съперник детектива Вини Ван Лоу, но не става ясен изходът от този „двубой“. Логан излиза с Паркър в продължение на няколко епизода, но се разделят заради любовта му към Вероника. Тя от своя страна започва връзка със съквартиранта на приятеля си Уолъс-Пиз. По-късно в интернет се появява порно видео, на което се виждат Вероника и Пиз, и Логан го пребива, защото мисли, че той е снимал Вероника без тя да знае. Оказва се обаче, че истинският виновник е член на местния таен клуб „Замъкът“ – организация, разполагаща с много власт и пари. В края на сезона въпреки че Логан отново е свободен, с Вероника не се събират.

## „Вероника Марс“ в България
В България сериалът е излъчен за първи път по Fox Life. Първи, втори и трети сезон са излъчени съответно през 2006, 2007 и 2008 г. Дублажът е на студио Александра Аудио. Ролите се озвучават от артистите Мина Костова, Владимир Пенев, който за кратко е заместен от друг актьор, Тодор Георгиев, Цанко Тасев и Лина Златева от първи до втори сезон и Весела Хаджиниколова в трети.
От 30 ноември 2008 г. се излъчваше и по Диема 2, всяка неделя от 13:30, по-късно в събота и неделя от 09:50, а от 10 май 2009 г. от 10:30.